# 格斯·沃尔格
格斯·沃尔格（英語：Gus Voerg，1870年6月7日—1944年4月21日），美国男子赛艇运动员。他曾代表美国参加1904年夏季奥林匹克运动会赛艇比赛，获得男子四人单桨无舵手铜牌。